# Final Fantasy XIII-2
Final Fantasy XIII-2 (ファイナルファンタジーXIII-2) là trò chơi điện tử thể loại nhập vai do hãng Square Enix phát triển và phát hành cho hệ PlayStation 3 và Xbox 360. Đây là tựa thứ hai trong loạt Final Fantasy XIII một phần của dòng trò chơi Final Fantasy, trò chơi đã phát hành vào ngày 15 tháng 12 năm 2011 cho hai hệ chính và đến ngày 11 tháng 12 năm 2014 thì phiên bản cho hệ máy tính cá nhân được phát hành.
Sau khi Lightning đột ngột biến mất và các ký ức về cô bắt đầu lẫn lộn vì lý do nào đó mà thời gian tại thế giới này bắt đầu bị hỗn loạn và gây hiệu ứng Paradox xáo trộn dòng chảy giữa quá khứ, hiện tại và tương lai. Cốt truyện xoay quanh chuyến phiêu lưu của Serah Farron để tìm lại chị gái của mình cùng Noel Kreiss người đi xuyên thời gian được Lighting phái tới để giúp cô cũng như thực hiện ý định của anh là tìm cách thay đổi tương lai nơi con người bị diệt vong hoàn toàn. Cùng nhau hai người đã đi qua nhiều giai đoạn khác nhau của thế giới thông qua các cổng thời gian cũng như gặp lại các nhân vật trong phiên bản trước vốn cũng đang có cuộc sống rối tung lên vì hiệu ứng Paradox. Hiệu ứng này làm các sinh vật từ khoảng thời gian khác bất ngờ xuất hiện gần các nhân vật chính và tấn công họ. Các màn chiến đấu cũng có ba nhân vật như tựa trước nhưng sẽ chỉ có hai nhân vật là con người nhân vật còn lại sẽ là một trong các quái vật mà người chơi bắt được từ các trận chiến trước. Các quái vật thuộc nhiều loại khác nhau và người chơi sẽ lựa chọn loại nào phù hợp cho đội hình tham gia trận chiến sắp tới cũng như mỗi quái vật đều có chiêu khác nhau khi thanh năng lượng của chúng đầy. Việc lên cấp cho các quái vật này được thực hiện thông qua các đồ vật đặc biệt kiếm được sau mỗi trận đấu ngoài ra có thể kết hợp hai quái vật khác nhau lại để lấy những kỹ năng mà một mình nó không thể có tùy theo loại vì mỗi loại chỉ có thể trao đổi những khả năng riêng biệt cho nhau. Hệ thống lên cấp cho hai nhân vật chính cũng được nâng cấp so với bản trước. Ngoài kết thúc chính thì trò chơi còn có nhiều kết thúc phụ gọi là Paradox End.
Trò chơi đã nhận được nhiều đánh giá tích cực trong và ngoài Nhật Bản. Với doanh số tuần đầu là 524000 bản được tiêu thụ, và tính đến tháng 1 năm 2013 thì trò chơi đã phân phối 3,1 triệu bản. Phiên bản nối tiếp của trò chơi trong loạt này là Lightning Returns Final Fantasy XIII đã phát hành vào ngày 21 tháng 11 năm 2013.

## Tổng quan

### Bối cảnh
Câu chuyện của Final Fantasy XIII-2 tiếp diễn 3 năm sau các sự kiện trong Final Fantasy XIII
Sau sự sụp đổ của Cocoon trong FFXIII, một vài cư dân sống sót đã cư trú lại ở Gran Pluse, thế giới này được áp dụng hệ thống tính ngày tháng mới ("AF" hoặc "After the Fall"). Trong vòng ba năm, nhiều thành phố và thị trấn mới đã đươc xây dựng. Trong lúc tìm kiếm Lighting, Serah và Noel đã đi tới những khu vực cũ và mới ở Pulse và Cocoon.
Trong quá trình phiêu lưu, cảnh quan ở một vài nơi trong Final Fantasy XIII đã thay đổi. Eden không còn là thủ đô nữa và Sanctum cũng không còn nữa. Thành phố Academia đã trở thành thủ đô mới và chính phủ lâm thời mới được điều hành bởi Academy, một nhóm thám hiểm khoa học mong muốn sử dụng cộng nghệ của con người để xây dựng một thế giới không cần phải dựa vào fal'Cie
Trong lúc đó, Lightning nhận ra cô ấy đang ở trong một thế giới bí ẩn tên là Valhalla, nơi của cõi chết và sự hỗn loạn, được thống trị bởi nữ thần Etro

### Nhân vật

#### Các nhân vật chơi được
- Serah Farron: Nhân vật chính của trò chơi. Cô là em gái của Lightning và là hôn thê của Snow, cô là người duy nhất biết được Lightning vẫn còn sống. Sở hữu khả năng nhìn trước tương lai, cô và Noel bắt đầu hành trình tìm kiếm và cứu chị của cô. Vũ khí của cô là một cây cung có thể biến hình thành một thanh kiếm, mặc dù hình dáng thực sự là bạn đồng hành moogle của cô ấy tên là Mog
- Noel Kreiss: Nhân vật chính thứ hai của trò chơi. Noel đến từ Dying World 700 AF (After Fall), một thế giới đã phải đối mặt với sự diệt vong 200 năm sau sự sụp đổ của Cocoon và cậu ấy là con người cuối cùng sống sót trong thế giới đó. Sau cuộc gặp gỡ với Lightning, cậu ấy đã du hành về quá khứ để tìm em gái của cô ấy, Serah. Hai người lên đường để cứu Lightning với hi vọng có thể thay đổi tương lai. Cậu ấy sử dụng song kiếm có khả năng hợp nhất thành một ngọn giáo trong trận chiến.

#### Các nhân vật chơi được tạm thời
- Lightning: Người dẫn chuyện chính của trò chơi. Bị tấn công bởi sự trỗi dậy của hỗn loạn và sau đó được mang tới Valhalla, Ngoại trừ Serah, không còn ai tin cô còn sống cả. Thực tế, cô đã trở thành một hiệp sĩ, bảo vệ nữ thần Etro ở Valhalla trong lúc chiến tranh với Caius. Cô sử dụng một thanh Gunblade mới kết hợp giữa thanh Blazefire Saber-thanh Gunblade cũ của cô ấy và một thanh kiếm truyền thống
- Sazh Katzroy: Sazh sẽ trở thành một nhân vật chơi được sau khi mua gói DLC "Heads or Tails". Hope tiết lộ Sazh đã biến mất một cách bí ẩn, nhưng hóa ra anh ta ở Serendipity, ở đó anh phải cứu con trai mình bằng cách thắng trò casino. Sau khi dành thời gian ở Serendipity, Sazh đã tái xuất ở Academia 500 AF (After Fall) cùng với Dajh. Ở đó, anh đã giúp Noel và Serah đuổi theo Caius. Sazh xuất hiện ở phần cuối trò chơi cùng với Noel và Hope. Anh vẫn tiếp tục sử dụng song lục cùng với cái đầu xoăn

#### Nhân vật khách
- Snow Villiers: Sau sự biến mất của Lightning, Snow đã rời đi để tìm kiếm cô ấy, nhưng không nơi nào được tìm thấy. Anh xuất hiện như là một nhân vật khách không điều khiển được ở Sunleth Waterscape 300 AF (After Fall). Trong bản DLC "Perpetual Battlefield", Snow xuất hiện với vai trò là một con boss ở Coliseum

## Phát triển
Nhóm SQUARE ENIX 1st Production Department Premiere, từng thực hiện các tựa Fabula Nova Crystallis Final Fantasy, Dissidia Final Fantasy và Kingdom Hearts đã nhận nhiệm vụ phát triển trò chơi. Trò chơi sử dụng phương pháp phát triển mới để tránh các trục trặc nghiêm trọng xảy ra giữa khâu thiết kế và phát triển như trò chơi trước. Công ty đã cử nhóm phát triển đi tham khảo và trao đổi thông tin về quy trình phát triển trò chơi ở các công ty khác vốn đang cùng hợp tác như Eidos, xây dựng lại lịch trình, đánh mốc dự án theo chuẩn Milestone để theo dõi tốt hơn tiến độ của các nhân viên. Nhiều thành viên của dự án trước cũng đã tham gia phát triển trò chơi nhưng không nhiều như trước khi áp dụng phương pháp mới ngoài ra cũng do công ty đã ký hợp đồng với công ty tri-Ace để cùng tham gia phát triển trong khâu thiết kế, nghệ thuật và lập trình. Các vấn đề phát sinh với công cụ Crystal Tools mà Square Enix phát triển để thực hiện trò chơi trước cùng những thứ khác khiến chi phí đội lên cao đã được khắc phục. Những biện pháp đó đã giúp cho trò chơi có thời gian phát triển ngắn chỉ trong khoảng hai năm và tiết kiệm ngân sách phát triển. Kitase Yoshinori đã nói trong cuộc phỏng vấn của Siliconera là nhóm phát triển đã thực hiện Final Fantasy XIII theo hướng tuyến tính tuyệt đối tập trung vào cốt truyện liên tục tiến lên việc khiến cho một số người chơi chột rột cảm thấy không tự do và không vui vì thế nhóm quyết định mang đến một trải nghiệm hoàn toàn khác với một trò chơi mới có thiết lập trong cùng môi trường.
Toriyama ban đầu dự tính đây không phải là phần tiếp theo mà là ngoại truyện lấy bối cảnh 900 năm sau các sự kiện diễn ra ở bản trước. Tuy nhiên khi viết cốt truyện cho các cảnh trong trò chơi thì nó dần trở thành tác phẩm mang chủ đề vượt thời gian. Ông muốn tạo ra một cốt truyện mà trong đó nhân vật Lightning đạt được kết thúc có hậu và nhân vật Serah trở thành nhân vật chính điều mà phần trước không có. Nhưng người viết kịch bản Watanabe Daisuke thì nghĩ rằng sẽ để một số trong các ý tưởng đó sang sử dụng cho phần tiếp theo khi thực hiện kết thúc của trò chơi. Trò chơi được thiết kế viết cốt truyện cho từng giai đoạn khác nhau chứ không liền một mạch như phiên bản trước xoay quanh các hiệu ứng Paradox lớn diễn ra trong từng gian đoạn thời gian khác nhau làm nó giống như từng tập của một bộ phim giúp dễ nắm bắt hơn. Cũng như khá khó trong việc thể hiện cốt truyện cho người chưa từng chơi phiên bản trước nắm bắt được như hai khái niệm l'Cie và fal'Cie trong thế giới của trò chơi quá khó hiểu nên được hạn chế sử dụng.
Các bản mở rộng tải về cho trò chơi đã được lên kến hoạch ngay từ đầu khi thực hiện trò chơi để nó có thể tương thích dễ dàng hơn và được thực hiện song song khi phát triển để tránh việc các bản này được phát triển theo cảm hứng loạn xà bần lên sau đó gây trục trặc vốn là thách thức của các nhà sản xuất.

## Phát hành
Final Fantasy XIII-2 đã phát hành vào ngày 15 tháng 12 năm 2011 cho hai hệ chính và đến ngày 11 tháng 12 năm 2014 thì phiên bản cho hệ máy tính cá nhân được phát hành.
Trò chơi có khá nhiều bản mở rộng để tải về chủ yếu là thêm các loại vũ khí, quần áo, phụ kiện trang trí, các mốc thời gian ẩn, quái vật mới... Phiên bản cho hệ máy tính cá nhân được tích hợp tất cả các bản mở rộng lớn từ khi phân phối và không có thêm bất cứ bản mở rộng khác được phát hành cho hệ máy tính cá nhân.

## Âm nhạc
Bài hát chủ đề trong bản tiếng nhật của PlayStation 3 là bài Yakusoku no Basho (約束の場所) do Fukui Mai trình bày. Đĩa đơn chứa bài hát đã phát hành vào ngày 23 tháng 11 năm 2011 với hai phiên bản giới hạn và bình thường, phiên bản giới hạn có đính một đĩa chứa đoạn phim trình bày nhạc phẩm. Bài hát bản tiếng anh có tên là "New World", do nghệ sĩ người Phi-líp-pin Charice Pempengco trình bày, được sử dụng trong bản nhật và phương tây của Xbox 360
| Yakusoku no Basho / Tatta Hitori no Mikata (約束の場所 / たったひとりの味方) | Yakusoku no Basho / Tatta Hitori no Mikata (約束の場所 / たったひとりの味方) | Yakusoku no Basho / Tatta Hitori no Mikata (約束の場所 / たったひとりの味方) |
| STT                                                                          | Nhan đề                                                                      | Thời lượng                                                                   |
| ---------------------------------------------------------------------------- | ---------------------------------------------------------------------------- | ---------------------------------------------------------------------------- |
| 1.                                                                           | "Yakusoku no Basho (約束の場所)"                                             | 6:10                                                                         |
| 2.                                                                           | "Tatta Hitori no Mikata (たったひとりの味方)"                                | 4:31                                                                         |
| 3.                                                                           | "Yakusoku no Basho (Instrumental) (約束の場所 (Instrumental))"               | 6:10                                                                         |
| 4.                                                                           | "Tatta Hitori no Mikata (Instrumental) (たったひとりの味方 (Instrumental))"  | 4:32                                                                         |
| Tổng thời lượng:                                                             | Tổng thời lượng:                                                             | 21:23                                                                        |

Đạo diễn Toriyama Motomu muốn phần âm nhạc của trò chơi nhiều hơn Final Fantasy XIII cũng như phong cách phong phú hơn. Kết quả là trò chơi có tới ba nhà soạn nhạc thay vì một. Ban đầu việc soạn nhạc được đảm nhận bởi Hamauzu Masashi, sau đó thì Mizuta Naoshi và Suzuki Mitsuto được thêm vào nhóm. Kawamori Keiji đã nhận nhiệm vụ điều phối cả ba nhà soạn nhạc này để đảm bảo các phong cách khớp với nhau. Các bản nhạc kết hợp một loạt các phong cách từ giao hưởng và điện tử cho đến rap, hip-hop, funk jazz, và metal. Suzuki thể hiện rất tốt trong việc ghép nhạc vào phim vì thế đã được phân công cho thực hiện các đoạn phim ở nửa sau của trò chơi. Album chứa bản nhạc dùng trong trò chơi đã phát hành vào ngày 14 tháng 12 năm 2011 với hai phiên bản giới hạn và bình thường, phiên bản đặc biệt có đính kèm một DVD. Album đã nhận được các đánh giá tích cực với doanh thu đứng thứ 13 trong bảng xếp hạng Oricon và duy trì sự có mặt trên bảng xếp hạng trong vòng 8 tuần.
| FINAL FANTASY XIII-2 Original Soundtrack (ファイナルファンタジーXIII-2 オリジナル・サウンドトラック) | FINAL FANTASY XIII-2 Original Soundtrack (ファイナルファンタジーXIII-2 オリジナル・サウンドトラック) | FINAL FANTASY XIII-2 Original Soundtrack (ファイナルファンタジーXIII-2 オリジナル・サウンドトラック) |
| STT                                                                                                  | Nhan đề                                                                                              | Thời lượng                                                                                           |
| --- | --- | --- |
| 1.                                                                                                   | "FINAL FANTASY XIII-2 Overture (FINAL FANTASY XIII-2 オーバーチュア)"                                | 2:12                                                                                                 |
| 2.                                                                                                   | "Uruwashiki Gunshun (麗しき軍神)"                                                                    | 2:56                                                                                                 |
| 3.                                                                                                   | "FINAL FANTASY XIII-2 ~Negai~ (FINAL FANTASY XIII-2 ～願い～)"                                       | 1:57                                                                                                 |
| 4.                                                                                                   | "Megami no Kishi (女神の騎士)"                                                                       | 2:16                                                                                                 |
| 5.                                                                                                   | "Eigou no Tousou (永劫の闘争)"                                                                       | 3:52                                                                                                 |
| 6.                                                                                                   | "Senshin (戦神)"                                                                                     | 3:22                                                                                                 |
| 7.                                                                                                   | "Toki wo Koeru Ya (時を超える矢)"                                                                    | 2:42                                                                                                 |
| 8.                                                                                                   | "Paradox (パラドクス)"                                                                               | 4:05                                                                                                 |
| 9.                                                                                                   | "Giant Impact (ジャイアントインパクト)"                                                              | 3:02                                                                                                 |
| 10.                                                                                                  | "Cocoon no nai Sekai (コクーンのない世界)"                                                           | 3:40                                                                                                 |
| 11.                                                                                                  | "Shissou (疾走)"                                                                                     | 3:55                                                                                                 |
| 12.                                                                                                  | "Noel no Theme (ノエルのテーマ)"                                                                     | 4:21                                                                                                 |
| 13.                                                                                                  | "New Bodhum (ネオ・ボーダム)"                                                                        | 5:39                                                                                                 |
| 14.                                                                                                  | "New Bodhum -Agressive Mix- (ネオ・ボーダム -Aggressive Mix-)"                                       | 5:45                                                                                                 |
| 15.                                                                                                  | "Paradigm Shift (パラダイムシフト)"                                                                  | 3:50                                                                                                 |
| 16.                                                                                                  | "Meiyo no Fanfare (名誉のファンファーレ)"                                                            | 1:54                                                                                                 |
| 17.                                                                                                  | "Groovy Chocobo (グルービーチョコボ)"                                                                | 4:29                                                                                                 |
| 18.                                                                                                  | "FINAL FANTASY XIII-2 ~Mirai~ (FINAL FANTASY XIII-2 ～未来～)"                                       | 2:47                                                                                                 |
| 19.                                                                                                  | "Historia Cross (ヒストリアクロス)"                                                                  | 4:28                                                                                                 |
| 20.                                                                                                  | "Shoutotsusuru Sekai (衝突する世界)"                                                                 | 3:23                                                                                                 |
| 21.                                                                                                  | "Fukashi no Shinryakusha (不可視の侵略者)"                                                           | 7:02                                                                                                 |
| 22.                                                                                                  | "Fukashi no Shinryakusha -Agressive Mix- (不可視の侵略者 -Aggressive Mix-)"                          | 6:39                                                                                                 |
| 23.                                                                                                  | "Last Hunter (ラストハンター)"                                                                       | 5:39                                                                                                 |
| 24.                                                                                                  | "Shouri no Fanfare (祝福のファンファーレ)"                                                           | 2:03                                                                                                 |
| 25.                                                                                                  | "Tatakai no Kiseki (戦いの軌跡)"                                                                     | 2:04                                                                                                 |
| 26.                                                                                                  | "Missing Link (ミッシングリンク)"                                                                    | 4:05                                                                                                 |
| 27.                                                                                                  | "Mirai he no Tsuioku (未来への追憶)"                                                                 | 3:30                                                                                                 |
| 28.                                                                                                  | "Eclipse (エクリプス)"                                                                               | 3:36                                                                                                 |
| 29.                                                                                                  | "Eclipse -Agressive Mix- (エクリプス -Aggressive Mix-)"                                              | 4:28                                                                                                 |
| 30.                                                                                                  | "Hope no Theme ~Takusu Omoi~ (ホープのテーマ ～託す想い～)"                                          | 2:33                                                                                                 |
| 31.                                                                                                  | "Toki Yomi no Uta (時詠みの歌)"                                                                      | 6:46                                                                                                 |
| 32.                                                                                                  | "Kowareta Gou (壊れた郷)"                                                                            | 5:32                                                                                                 |
| 33.                                                                                                  | "Kowareta Gou -Agressive Mix- (壊れた郷 -Aggressive Mix-)"                                           | 5:29                                                                                                 |
| 34.                                                                                                  | "Toki no Meikyuu (時の迷宮)"                                                                         | 3:22                                                                                                 |
| 35.                                                                                                  | "Yogen no Sho (予言の書)"                                                                            | 3:09                                                                                                 |
| 36.                                                                                                  | "Caius no Theme (カイアスのテーマ)"                                                                  | 3:14                                                                                                 |
| 37.                                                                                                  | "Etro no Hitomi (エトロの瞳)"                                                                        | 2:16                                                                                                 |
| 38.                                                                                                  | "Heikou Sekai (並行世界)"                                                                            | 3:26                                                                                                 |
| 39.                                                                                                  | "Heikou Sekai -Agressive Mix- (並行世界 -Aggressive Mix-)"                                           | 3:16                                                                                                 |
| 40.                                                                                                  | "Jikuu no Hazama (時空の狭間)"                                                                       | 4:02                                                                                                 |
| 41.                                                                                                  | "Chikai no Rakuin (誓いの烙印)"                                                                      | 1:56                                                                                                 |
| 42.                                                                                                  | "Genkai Toppa! (限界突破！)"                                                                         | 6:33                                                                                                 |
| 43.                                                                                                  | "Starting Over (スターティングオーバー)"                                                             | 5:21                                                                                                 |
| 44.                                                                                                  | "Starting Over -Agressive Mix- (スターティングオーバー -Aggressive Mix-)"                            | 5:21                                                                                                 |
| 45.                                                                                                  | "Pudding wo Motte Pudding wo Seisu (プリンをもってプリンを制す)"                                     | 2:05                                                                                                 |
| 46.                                                                                                  | "Yukyuu no Daiheigen (悠久の大平原)"                                                                 | 3:36                                                                                                 |
| 47.                                                                                                  | "Yukyuu no Daiheigen -Agressive Mix- (悠久の大平原 -Aggressive Mix-)"                                | 3:31                                                                                                 |
| 48.                                                                                                  | "Itsuraku no Kyuuden Xanadu (逸楽の宮殿ザナドゥ)"                                                    | 4:40                                                                                                 |
| 49.                                                                                                  | "Rodeo de Chocobo (ロデオdeチョコボ)"                                                                | 2:02                                                                                                 |
| 50.                                                                                                  | "Noruka Soruka (のるかそるか)"                                                                       | 5:39                                                                                                 |
| 51.                                                                                                  | "Condition Omega (コンディションオメガ)"                                                             | 2:18                                                                                                 |
| 52.                                                                                                  | "Konton no Seiyaku mono (混沌の誓約者)"                                                              | 5:41                                                                                                 |
| 53.                                                                                                  | "Yeul no Theme (ユールのテーマ)"                                                                     | 6:45                                                                                                 |
| 54.                                                                                                  | "Synchrodrive (シンクロドライブ)"                                                                    | 2:40                                                                                                 |
| 55.                                                                                                  | "Augusta Tower (アガスティアタワー)"                                                                 | 2:40                                                                                                 |
| 56.                                                                                                  | "Augusta Tower -Agressive Mix- (アガスティアタワー -Aggressive Mix-)"                                | 2:51                                                                                                 |
| 57.                                                                                                  | "Shinto Academia (新都アカデミア)"                                                                   | 3:38                                                                                                 |
| 58.                                                                                                  | "Academy no Theme (アカデミーのテーマ)"                                                              | 3:27                                                                                                 |
| 59.                                                                                                  | "Koware Yuku Kiseki (壊れゆく奇跡)"                                                                  | 2:45                                                                                                 |
| 60.                                                                                                  | "Crazy Chocobo (クレイジーチョコボ)"                                                                 | 1:56                                                                                                 |
| 61.                                                                                                  | "Valhalla no Kage (ヴァルハラの影)"                                                                  | 4:46                                                                                                 |
| 62.                                                                                                  | "Kazoekire nai Wakare (数え切れない別れ)"                                                            | 3:48                                                                                                 |
| 63.                                                                                                  | "Utsuronaru Yuukyou ~Game Over~ (うつろなる幽境 ～ゲームオーバー～)"                                 | 2:24                                                                                                 |
| 64.                                                                                                  | "Serah no Theme ~Kioku~ (セラのテーマ ～記憶～)"                                                     | 2:48                                                                                                 |
| 65.                                                                                                  | "Noel no Theme ~Saigo no Tabi~ (ノエルのテーマ ～最後の旅～)"                                        | 4:21                                                                                                 |
| 66.                                                                                                  | "Lightning no Theme ~Mamore Nakatta Mirai~ (ライトニングのテーマ ～守れなかった未来～)"              | 3:48                                                                                                 |
| 67.                                                                                                  | "Etro no Mon (エトロの門)"                                                                           | 2:12                                                                                                 |
| 68.                                                                                                  | "Megami no Namida (女神の涙)"                                                                        | 2:07                                                                                                 |
| 69.                                                                                                  | "Konton no Labyrinth (混沌のラビリンス)"                                                             | 5:03                                                                                                 |
| 70.                                                                                                  | "Jikuu no Hasha (時空の覇者)"                                                                        | 4:21                                                                                                 |
| 71.                                                                                                  | "Chaos no Shinzou (混沌の心臓)"                                                                      | 3:00                                                                                                 |
| 72.                                                                                                  | "Mirai he no Yakusoku (未来への約束)"                                                                | 3:55                                                                                                 |
| 73.                                                                                                  | "Fukashi no Shinen (不可視の深淵)"                                                                   | 4:45                                                                                                 |
| 74.                                                                                                  | "Eien no Paradox (永遠のパラドクス)"                                                                 | 5:56                                                                                                 |
| 75.                                                                                                  | "Kibou no Chi he (希望の地へ)"                                                                       | 1:56                                                                                                 |
| 76.                                                                                                  | "Metashield Tenkai (メタシールド展開)"                                                               | 1:16                                                                                                 |
| 77.                                                                                                  | "Megami Naki Sekai (女神なき世界)"                                                                   | 1:55                                                                                                 |
| 78.                                                                                                  | "Ending Roll (エンディングロール)"                                                                   | 9:52                                                                                                 |
| 79.                                                                                                  | "Track 21"                                                                                           | 4:58                                                                                                 |
| Tổng thời lượng:                                                                                     | Tổng thời lượng:                                                                                     | 5:01:22                                                                                              |

Album chứa các bản nhạc dùng trong các bản mở rộng tải về đã phát hành vào ngày 30 tháng 5 năm 2012.
| FINAL FANTASY XIII-2 Original Soundtrack PLUS (FINAL FANTASY XIII-2 オリジナル・サウンドトラック プラス) | FINAL FANTASY XIII-2 Original Soundtrack PLUS (FINAL FANTASY XIII-2 オリジナル・サウンドトラック プラス) | FINAL FANTASY XIII-2 Original Soundtrack PLUS (FINAL FANTASY XIII-2 オリジナル・サウンドトラック プラス) |
| STT | Nhan đề                                                                                                  | Thời lượng                                                                                               |
| --- | --- | --- |
| 1. | "Local Cosmos_soft_4Beat"                                                                                | 4:11 |
| 2. | "Travelogue_GuideVocalDemo"                                                                              | 5:07 |
| 3. | "The Last Hunter_original long edition"                                                                  | 4:01 |
| 4. | "Unseen Intruder_instrumental"                                                                           | 6:37 |
| 5. | "Memories for the Future_another take"                                                                   | 3:28 |
| 6. | "FirstPV"                                                                                                | 0:36 |
| 7. | "Starting Over_Goh Hotoda REMIX"                                                                         | 7:11 |
| 8. | "BOSSBATTLE_v2-09_31aug11"                                                                               | 3:17 |
| 9. | "Crazy Chocobo_UstreamEdit (クレイジーチョコボ_UstreamEdit)"                                             | 1:43 |
| 10. | "Hopping Chocobo"                                                                                        | 4:38 |
| 11. | "Noel's Theme_guitar demo version"                                                                       | 5:17 |
| 12. | "Local Cosmos_other_110725"                                                                              | 3:38 |
| 13. | "Heikou Sekai CrossFadeDemo (並行世界 CrossFadeDemo)"                                                    | 1:54 |
| 14. | "yuza_050"                                                                                               | 0:41 |
| 15. | "Big Bridge no Shitou - Oriental MIX - (ビッグブリッジの死闘 - Oriental MIX -)"                          | 7:12 |
| 16. | "Noel's Theme - Final Journey -_AbstractSetOne"                                                          | 7:31 |
| Tổng thời lượng:                                                                                         | Tổng thời lượng:                                                                                         | 1:07:02                                                                                                  |

## Truyền thông

### Sách
Square Enix đã phát hành một số sách dành cho người hâm mộ. Một cuốn có tựa Final Fantasy XIII-2 World Preview (ファイナルファンタジーXIII-2 ワールドプレビュー) vào ngày 01 tháng 12 năm 2011. Sách tổng hợp thông tin về các nhân vật, đính kèm các áp phích cỡ B3 cũng như cung cấp các thông tin về quá trình thực hiện trò chơi.
Một cuốn sách hình có tựa Final Fantasy XIII-2 Postcard Book (ファイナルファンタジーXIII-2 ポストカードブック) vào ngày 15 tháng 12 năm 2011. Sách có hình ảnh được cho là đẹp nhất của các nhân vật cũng như hình chụp màn hình các đoạn phim.
Hai cuốn Final Fantasy XIII-2 Scenario Ultimania (ファイナルファンタジーXIII-2 シナリオアルティマニア) và Final Fantasy XIII-2 Battle Ultimania (ファイナルファンタジーXIII-2 バトルアルティマニア) đã phát hành vào ngày 21 tháng 1 năm 2012. Cuốn Scenario chứa hình chụp và giải thích các sự kiện còn cuốn Battle chứa hình chụp và giải thích cách chiến đấu.
Cuốn Final Fantasy XIII-2 Ultimania Omega (ファイナルファンタジーXIII-2 アルティマニアオメガ) đã phát hành vào ngày 21 tháng 6 năm 2012. Sách chứa các thông tin về việc thực hiện trò chơi như các thảo luận, thống nhất về thiết lập, trả lời các câu hỏi cũng như các thông tin về các bản mở rộng kể cả các bản đã bị hủy.

### Tiểu thuyết
Eishima Jun đã thực hiện chuyển thể tiểu thuyết của trò chơi với tác phẩm có tựa Final Fantasy XIII-2 Fragments Before (ファイナルファンタジー XIII-2 Fragments Before) và Square Enix lo việc phát hành vào ngày 15 tháng 12 năm 2011. Cốt truyện xoay quanh các nhân vật Serah, Snow, Noel, Rygdea và Bartholomew Estheim.
Eishima Jun sau đó cũng đã thực hiện một tập chuyển thể khác có tựa Final Fantasy XIII-2 Fragments After (ファイナルファンタジー XIII-2 Fragments After) và Square Enix vẫn lo việc phát hành vào ngày 21 tháng 6 năm 2012. Cốt truyện xoay quanh các nhân vật Lightning, Snow, Noel, Alyssa và Yeul.

## Đón nhận
Doanh số của trò chơi là 524000 bản cho hệ PlayStation 3 trong tuần đầu phát hành tức khoảng 62,06% số lượng được lưu hành khi đó và đúng trong danh sách trò chơi PS3 bán chạy nhất trong tuần dù chỉ bằng 1/3 phiên bản trước. Trò chơi đã đứng hạng 5 trong danh sách các trò chơi bán chạy nhất tại Nhật năm 2011 và tính đến tháng 1 năm 2013 thì trò chơi đã phân phối 3,1 triệu bản..
Trò chơi đã nhận được nhiều đánh giá tích cực trong và ngoài Nhật Bản. Famitsu và Dengeki PlayStation đã đánh giá trò chơi với điểm cao nhất. Fujiwara Norihiro của Famitsu đã nhận xét trò chơi là "Thiết lập và cách trình bày tuyệt vời" và "Bản trước vốn tuyến tính và thiếu chiều sâu trong cách chơi đã trở thành quá khứ. Bạn sẽ bị thu hút vào trò chơi này ngay từ đầu và cốt truyện dễ nắm bắt hơn.". Yoshida Ranbu cũng tại Famitsu đã nhận xét "Trò chơi gần như hoàn toàn khác so với bản trước đó, câu chuyện thay đổi tùy thuộc vào nơi bạn đến trong dòng thời gian và khó cưỡng lại chính mình trong việc thử lại các khu vực đã qua với những ý định mới." với "Các trận chiến rất thiên về chiến thuật" dù "Một số người có lẽ sẽ không thích việc bị "kẹt" với Noel, Serah cùng các quái vật trong suốt trò chơi.". Kevin VanOrd tại Gamespot đã đánh giá là các trận chiến rất thú vị với hiệu ứng đẹp mắt, với chế độ tự động thì người chơi có thể ngắm các trận chiến mà chẳng cần bận tâm đến việc xếp lệnh điều khiển nhất là khi chống lại các quái vật yếu, còn với các quái vật khó nhai thì cả tay và não của người chơi sẽ rất bận để giữ cho nhóm sống sót cũng như tìm cách "cưa đổ" quái vật đó. Ngoài ra ông cũng đánh giá khả năng bắt và sử dụng quái vật cũng là điểm nhấn thú vị nhất của trò chơi.
Tuy nhiên phần cốt truyện lại là phần chỉ trích gay gắt nhất và bị xem là phần kéo điểm của trò chơi xuống, Joe Juba tại Gameinformer đã nói "Cốt truyện thật sự loạn xà bần lên" và "Để làm cho vấn đề tồi tệ hơn, bạn thậm chí không nhận được một câu chuyện hoàn chỉnh. Ngoài các kết thúc thuộc dạng nếu như mà thì kết thúc chính thuộc dạng kinh điển là sẽ được tiếp tục" nhưng ngoài nó ra thì "Tất cả các phần khác của trò chơi là tuyệt vời, đến mức tôi luôn muốn chơi nó một lần nữa bất chấp sự thất vọng với cốt truyện.". Kevin VanOrd thì đánh giá "Cốt truyện chính tương đối đơn giản và ngắn" và "Các nhân vật thú vị nhất bị đá ra ngoài và thay bằng các nhân vật ít đáng chú ý.".